# 死神のキョウ
『死神のキョウ』（しにがみのキョウ、英題：Grim Reaper Kyou）は、魁による日本のライトノベル。イラストは桐野霞が担当。一迅社文庫（一迅社）より2008年6月から2012年5月まで刊行された。また、星野円によるコミカライズが『月刊ComicREX』（一迅社）にて2010年11・12月合併号より2012年6月号まで連載された。

## ストーリー
何かと死にそうな目に遭いつつも無事に生還する高校生の笹倉恭也の前に、自分を守ると告げる死神の少女・キョウが現れる。否応なしに恭也の部屋に押しかけ、記憶操作によって許嫁の関係に設定するキョウに、平穏だった日常を振り回される恭也。騒がしくも楽しい日常を過ごしていた恭也たちだったが、ある事件が恭也に失っていた過去を思い出させる。

## 登場人物
笹倉 恭也（ささくら きょうや）
本編の主人公。幼い頃から常に危険と隣り合わせの人生を送り、どんな事故にあっても奇蹟の生還をたびたび果たす。幼い頃に両親が他界しているため、一人暮らしが長く家事全般が得意。死神世界で言うところの｢死に近い人間｣である。キョウに寿命が来るまで守ってもらうことになった。何かとすぐ刀でキョウに斬られるため守ってもらってる気がしないと思っている。何かとラッキースケベを起こし、ミコトの胸に埋もれたり、胸をつついたりしては、それを見たキョウに斬られている。
キョウ/黒谷 鏡（くろや きょう）
死神の少女。恭也の幼い頃の事と深い関わりが。明らかに恭也が好きだが、素直になれない。
笹倉 小桃（ささくら こもも）
恭也の従兄妹。恭也をお兄ちゃんと呼び、恋愛感情を持っている。
御柱 克己（みばしら かつみ）
恭也のクラスメイト。男の恭也が好きだが、実は命に恋愛感情を抱いている。
ミコト/黒峰 命（くろみね みこと）
恭也のクラスメイト。幼馴染だが、実は、克己の死神。
ココロ/黒淵 心（くろふち こころ）
死神の研修として現世に来た死神。キョウの妹のような存在。ロリで毒舌。

## 既刊一覧
- 魁（著） / 桐野霞（イラスト） 『死神のキョウ』 一迅社〈一迅社文庫〉、全6巻
  1. 2008年6月15日発売、ISBN 978-4-7580-4002-0
  2. 2008年12月1日発売、ISBN 978-4-7580-4034-1
  3. 2009年10月20日発売、ISBN 978-4-7580-4109-6
  4. 2010年10月20日発売、ISBN 978-4-7580-4183-6
  5. 2011年6月20日発売、ISBN 978-4-7580-4231-4
  6. 2012年5月19日発売、ISBN 978-4-7580-4317-5

## 漫画
- 魁（原作） / 桐野霞（キャラクター原案） / 星野円（作画） 『死神のキョウ』 一迅社〈REXコミックス〉、全3巻
  1. 2011年6月27日発売[2]、ISBN 978-4-7580-6261-9
  2. 2011年11月26日発売、ISBN 978-4-7580-6287-9
  3. 2012年5月26日発売、ISBN 978-4-7580-6302-9